# Cicutina
La cicutina o coniina es un alcaloide neurotóxico derivado de la piperidina que se encuentra en diversas plantas, como las del género Conium —conocidas vulgarmente como «cicuta»—, en Sarracenia flava y en Aethusa cynapium. Es la responsable del olor fétido de la cicuta. Bloquea el sistema nervioso periférico. Es tóxico para humanos y toda clase de ganado; menos de 0,2g son fatales para humanos, con muerte causada por parálisis respiratoria. Sócrates fue asesinado por medio de este veneno en 399 A.C. La coniina tiene dos estereoisómeros: (S)-(+)-coniina (CAS 458-88-8), el cual es el isómero natural presente en la cicuta y (R)-(-)-coniina (CAS 5985-99-9).

## Síntesis
Fue el primer alcaloide sintetizado. La síntesis la llevó a cabo Albert Ladenburg en 1886.
Otros investigadores realizaron síntesis posteriores, como Leete, en 1970, empleando como producto de partida el ácido octanoico.

## Farmacología

### Exposición
La forma más habitual de intoxicación es por vía oral, ya sea de forma accidental, suicida u homicida. Una de sus fuentes, Aethusa cynapium, es conocida como «falso perejil», debido al gran parecido que presenta con Petroselinum crispum, el «perejil verdadero», lo que puede causar envenenamientos accidentales. Se los distingue porque el falso perejil presenta una manchas rojizas en la base del tallo, ausentes en el perejil verdadero. Además las flores del falso perejil son blancas, mientras que las del perejil verdadero son amarillas. La cicutina tiene un olor característico que es perceptible en todas las plantas que la poseen, pero debe tenerse en cuenta que existe otro género botánico también conocido como cicuta, distinto a Conium, Cicuta , cuya toxina no es la coniina sino la cicutoxina, y por tanto, no desprende su olor característico. 

### Sintomatología
En pequeñas dosis tiene acción sedante, analgésica y anestésica local. En dosis tóxicas se produce: sensación de ardor en la boca, faringe, esófago y estómago, dificultad para tragar, sialorrea, náuseas, midriasis, nerviosismo, temblores, pulso lento y débil, y debilidad en las piernas. Posteriormente se presenta parálisis, que empieza en los miembros inferiores, disnea y confusión mental.
En dosis mayores se produce un estímulo de los músculos esqueléticos y un consecuente bloqueo muscular a través de la acción en los receptores nicotínicos. Finalmente se produce parálisis muscular y muerte por parada respiratoria y asfixia. El fallo renal agudo se presenta solamente en humanos.
Los síntomas de parálisis se presentan al cabo de media hora, mientras que la muerte puede tardar varias horas en producirse. Al no ser afectado el sistema nervioso central la persona permanece consciente y lúcida hasta un estado avanzado de la intoxicación. La parálisis muscular es una parálisis fláccida ascendente en la que los miembros inferiores son afectados primero. La persona puede tener una convulsión hipóxica justo antes de la muerte pero suele quedar enmascarada por la parálisis muscular. La muerte se produce, finalmente, por parada cardiorrespiratoria.

### Mecanismo de acción
La cicutina paraliza los músculos al bloquear el receptor nicotínico en la membrana postsináptica de la unión neuromuscular causando una parálisis flácida. Esta acción es similar a la del curare.
Se fija específicamente al receptor nicotínico muscular y reducen la frecuencia de apertura del canal y la amplitud del potencial postsináptico al impedir la unión de acetilcolina. Esta amplitud debe disminuir por debajo del 70% de su valor inicial para que se bloquee la propagación del potencial de acción muscular, lo que constituye un mecanismo de seguridad para garantizar la transmisión neuromuscular en circunstancias adversas. Puesto que el bloqueo es competitivo, el aumento del número de moléculas de acetilcolina en la vecindad del receptor nicotínico desplaza los bloqueantes de su unión al receptor, restaura el potencial de placa motora y por consiguiente se recupera la trasmisión y la contracción muscular. En concentraciones altas se comportan como antagonistas no competitivos produciendo un bloqueo del canal iónico similar al que provocan algunos bloqueantes ganglionares; en estas concentraciones, los inhibidores de la acetilcolinesterasa no revierten el bloqueo neuromuscular sino que incluso pueden agravarlo.

### Tratamiento
El tratamiento consiste en provocar el vómito o realizar un lavado de estómago dejando un purgante salino. Si hay convulsiones se debe aplicar el tratamiento específico para estas. Una persona envenenada se recuperará si es mantenida la ventilación (respiración) hasta que la toxina sea completamente eliminada, aunque esto implique respiración artificial u oxigenoterapia. Con la debida y temprana atención médica, la tasa de mortalidad es del 10%.